# Regularyzacja
Regularyzacja – wprowadzenie dodatkowej informacji do rozwiązywanego zagadnienia źle postawionego w celu polepszenia jakości rozwiązania. Regularyzacja jest często wykorzystywana przy rozwiązywaniu problemów odwrotnych. Spośród opracowanych metod regularyzacji można wyliczyć:
- regularyzację Tichonowa
- regularyzację poprzez rozkład według wartości osobliwych
- iteracyjne metody regularyzacji
- regularyzację poprzez dyskretyzację
- regularyzację poprzez filtrowanie